# Elecciones legislativas de El Salvador de 2021
Las elecciones legislativas de la República de El Salvador de 2021 se llevaron a cabo el 28 de febrero de 2021, son las décimas de su tipo desde la firma de los Acuerdos de Paz de 1992 y las decimoterceras desde la promulgación de la Constitución de la República de 1983; en ellas se eligieron a 84 diputados a la Asamblea Legislativa y a la institución constituyente del Órgano Legislativo.

## Sistema electoral
La base del sistema electoral como establece la Constitución de la República de El Salvador de 1983 es la población (Art. 79), en esta también se establece el voto como libre, directo, igualitario y secreto (Art. 78) y que para la elección de diputados exige la aplicación de un sistema de representación proporcional (Art. 79).
El Código Electoral, emitido en 2013 es parte de la legislación secundaria y establece elementos como las circunscripciones electorales: 14 en el caso de elecciones a diputados y correspondientes a los catorce departamentos en que administrativamente se divide el territorio salvadoreño (Art. 13, Código Electoral), y 262 en el caso de elecciones de concejos municipales correspondientes a los municipios que conforman la República (Art. 10, Código Electoral); así como la distribución de diputaciones de conformidad a la población, integración del Tribunal Supremo Electoral y los Organismos Electorales Temporales, procedimientos de inscripción de candidatos a cargos de elección popular y todo lo relacionado al proceso eleccionario.

### Asamblea Legislativa
La Constitución establece la formación de una Asamblea Legislativa por ciudadanos en el ejercicio de sus derechos políticos, que cumplan los requisitos constitucionales y elegidos de conformidad a lo determinado por esta, desde la firma de los Acuerdos de Paz el número de diputados según establece la legislación secundaria es de 84 (junto a sus suplentes electos junto a ellos) distribuidos en 14 circunscripciones electorales en función de su población siendo el número mínimo de diputaciones por circunscripción igual a 3. Los diputados son elegidos para un período de tres años con posibilidad de reelección mediante sufragio universal directo, a través de listas de candidatos de cada partido político legalmente inscrito ante el TSE o mediante candidaturas no partidarias, empleando la modalidad de voto cruzado o fraccionado. Todo ciudadano mayor de 18 años en el pleno goce de sus derechos políticos puede ejercer el sufragio dentro de la circunscripción electoral en la que sea residente.
El mecanismo de voto cruzado o fraccionado consiste en las siguientes opciones para el ciudadano:
- Votar directamente por la bandera de un partido político (equivale a marcar todos los candidatos de esa lista);
- Votar por la bandera de un partido político y seleccionar candidatos dentro de dicha lista para ocupar las diputaciones (únicamente suman marcas los candidatos seleccionados);
- Marcar candidatos de múltiples partidos (y/o candidatos independientes) siempre y cuando el número de estos no exceda el número de diputaciones de su circunscripción.

El voto en cualquiera de esas opciones siempre equivale a una unidad, siendo otorgada en su totalidad al partido político en los casos primero y segundo arriba expuestos, u otorgada en proporción al número de candidatos marcados de cada partido político y/o candidaturas independientes en el caso tercero. Marcar múltiples banderas políticas, o una bandera política cuando se han elegido candidatos de diversos partidos y/o candidaturas independientes, o superar el número de marcas (que dependen del número de diputados a elegir) según circunscripción conlleva la nulidad del voto.
Para la asignación de las diputaciones la Constitución establece que los partidos políticos son el instrumento de representación del pueblo dentro de las instituciones de gobierno (Art. 85), por lo que el primer criterio es la distribución de los escaños en cada circunscripción entre los partidos o coaliciones de partidos políticos con mayor cantidad de votos (suma de votos completos y fraccionados) según el principio de cocientes y residuos; luego de que estos ya se encuentran definidos, procede la designación de los ciudadanos de la lista electoral de cada partido político en función de la mayor cantidad de marcas obtenidas en las papeletas de votación.

Los 84 escaños de votación de la Asamblea actual se muestran agrupados por departamento, de mayor a menor.

| Elección a la Asamblea Legislativa 2021                          | Elección a la Asamblea Legislativa 2021 | Elección a la Asamblea Legislativa 2021 |
| ---------------------------------------------------------------- | --------------------------------------- | --------------------------------------- |
| Circunscripción                                                  | Diputados                               | Mapa                                    |
| San Salvador                                                     | 24                                      |                                         |
| La Libertad                                                      | 10                                      |                                         |
| Santa Ana                                                        | 7                                       |                                         |
| San Miguel, Sonsonate                                            | 6                                       |                                         |
| Usulután                                                         | 5                                       |                                         |
| Ahuachapán, La Paz                                               | 4                                       |                                         |
| Cabañas, Chalatenango, Cuscatlán, La Unión, Morazán, San Vicente | 3                                       |                                         |

## Calendario electoral
| Fecha Final              | Evento |
| ------------------------ | --- |
| 27 de febrero de 2020    | Suspensión del proceso de modificación de dirección de residencia                                                 |
| 29 de julio de 2020      | Convocatoria de partidos políticos a elecciones internas de candidaturas 2021                                     |
| 30 de octubre de 2020    | Definición de oficiales de enlace y proceso de aprobación de centros de votación                                  |
| 06 de abril de 2021      | Suspensión de admisión de solicitudes de inscripción de nuevos partidos políticos                                 |
| 29 de septiembre de 2020 | Solicitudes de interesados en participar como candidatos no partidarios para ser reconocidos como tales           |
| 30 de octubre de 2020    | Cierre de Registro Electoral                                                                                      |
| 24 de febrero de 2021    | Convocatoria a Elecciones y acciones complementarias                                                              |
| 11 de septiembre de 2020 | Inscripción de Pactos de Coalición                                                                                |
| 24 de febrero de 2021    | Inscripción y Propaganda Electoral de Candidatos y Candidatas a Diputados y Diputadas al PARLACEN                 |
| 24 de febrero de 2021    | Inscripción y Propaganda Electoral de Candidatos y Candidatas a Diputados y Diputadas a la Asamblea Legislativa   |
| 17 de marzo de 2021      | Organización de Juntas Electorales Departamentales (JED)                                                          |
| 24 de febrero de 2021    | Inscripción y Propaganda Electoral de Candidatos y Candidatas a Concejos Municipales                              |
| 17 de marzo de 2021      | Organización de Juntas Electorales Municipales                                                                    |
| 21 de febrero de 2021    | Preparativos y Material Electoral                                                                                 |
| 12 de febrero de 2021    | Pruebas y Simulacros de Transmisión y Procesamiento de Resultados Electorales Preliminares                        |
| 01 de marzo de 2021      | Organización de Juntas Receptoras de Votos                                                                        |
| 23 de abril de 2021      | Logística para el Evento Electoral                                                                                |
| 28 de febrero de 2021    | ELECCIONES |
| 02 de marzo de 2021      | Declaratoria de Resultados, Entrega de Credenciales y Cierre del Proceso                                          |
| 01 de octubre de 2021    | Proceso sancionatorio p/ quien se negare sin justa causa a desempeñar cargos de miembro de Organismos Electorales |
| 23 de julio de 2021      | Seminario de Evaluación del Proceso Electoral 2021 y publicación y divulgación de Estadísticas Electorales 2021   |
| 01 de octubre de 2021    | Ejecución, control y liquidación presupuestaria                                                                   |
| 19 de noviembre de 2021  | Rendición de Cuentas TSE sobre el Proceso Electoral 2021                                                          |

## Diputados retirados
Dieciséis titulares no buscaron la reelección.
| Partido             | Partido                                            | Diputado Retirado                       | Departamento      | Período                                 |
| ------------------- | -------------------------------------------------- | --------------------------------------- | ----------------- | --------------------------------------- |
|                     | Cambio Democrático                                 | Juan José Martel                        | San Salvador      | 1 de mayo de 2018 - 30 de abril de 2021 |
|                     | Alianza Republicana Nacionalista                   | Norman Quijano                          | San Salvador      | 1 de mayo de 2018 - 30 de abril de 2021 |
| Milena Mayorga      | Alianza Republicana Nacionalista                   |                                         | San Salvador      | 1 de mayo de 2018 - 30 de abril de 2021 |
| David Reyes         | Alianza Republicana Nacionalista                   | 1 de mayo de 2009 - 30 de abril de 2021 | San Salvador      |                                         |
| Patricia Valdivieso | Alianza Republicana Nacionalista                   | 1 de mayo de 2015 - 30 de abril de 2021 | San Salvador      |                                         |
| Alejandrina Castro  | Alianza Republicana Nacionalista                   | 1 de mayo de 2012 - 30 de abril de 2021 | San Salvador      |                                         |
|                     | Frente Farabundo Martí para la Liberación Nacional | 1 de mayo de 2012 - 30 de abril de 2021 | San Salvador      | Karina Sosa                             |
|                     | Alianza Republicana Nacionalista                   | 1 de mayo de 2012 - 30 de abril de 2021 | Gustavo Escalante | La Libertad                             |
|                     | Frente Farabundo Martí para la Liberación Nacional | 1 de mayo de 2012 - 30 de abril de 2021 | Manuel Flores     | La Libertad                             |
| Audelia López       | Frente Farabundo Martí para la Liberación Nacional | 1 de mayo de 2012 - 30 de abril de 2021 | Chalatenango      |                                         |
| Rodolfo Martínez    | Frente Farabundo Martí para la Liberación Nacional | 1 de mayo de 2012 - 30 de abril de 2021 | San Miguel        |                                         |
| Margarita López     | Frente Farabundo Martí para la Liberación Nacional | 1 de mayo de 2012 - 30 de abril de 2021 | Santa Ana         |                                         |
|                     | Alianza Republicana Nacionalista                   | Josué Godoy                             | Santa Ana         | 1 de mayo de 2018 - 30 de abril de 2021 |
|                     | Independiente                                      | Felissa Cristales                       | La Libertad       | 1 de mayo de 2018 - 30 de abril de 2021 |
|                     | Gran Alianza por la Unidad Nacional                | Francis Zablah                          | La Libertad       | 1 de mayo de 2009 - 30 de abril de 2021 |
|                     | Alianza Republicana Nacionalista                   | Arturo Simeón Magaña                    | Ahuachapán        | 1 de mayo de 2018 - 30 de abril de 2021 |

## Encuestas de opinión
La siguiente tabla enumera las estimaciones de intención de voto a nivel nacional. Las denegaciones generalmente se excluyen de los de voto del partido, mientras que la redacción de las preguntas y el tratamiento de las respuestas «no sé» y las que no tienen la intención de votar pueden variar entre las organizaciones de votación. Cuando están disponibles, las proyecciones de asientos se muestran debajo de los porcentajes en una fuente más pequeña. Se requieren 56 asientos para la mayoría absoluta en la Asamblea Legislativa.
Resumen gráfico

#### Período de campaña
El inicio oficial del período de campaña para las elecciones comenzó el 27 de diciembre de 2020, las encuestas presentadas en este período estarán en esta sección.
| IUDOP/UCA                    | 15 ene-3 feb 2021         | 1,267 | 5.3     | 3.7     | 3.4     | 1.6    | 1.0   | —   | 0.4 | 68.8 | 0.4 | 0.3   | 0.1   | 63.5 |  |  |  |  |  |  |  |
| UES                          | 16 dic 2020 - 15 ene 2021 | 1,107 | 3.4     | 15.5    | 5.1     | 2.1    | 1.1   | 0.5 | 0.2 | 43.5 | 2.7 | 1.1   | —     | 28.0 |  |  |  |  |  |  |  |
| CIPSECA/PUCA                 | 28 ene - 1 feb 2021       | 1,750 | 7.0     | 2.0     | 6.0     | 0.3    | 0.4   | —   | 0.3 | 68.0 | 0.5 | 0.1   | 0.1   | 61.0 |  |  |  |  |  |  |  |
| UFG                          | 13-17 ene 2021            | 1,536 | 7.1     | 2.2     | 3.1     | 1.3    | 0.6   | 0.3 | 0.6 | 64.7 | 0.4 | 0.2   | 2.5   | 57.6 |  |  |  |  |  |  |  |
|                              |                           |       |         |         |         |        |       |     |     |      |     |       |       |      |  |  |  |  |  |  |  |
| Elecciones legislativas 2018 | 4 Mar 2018                | —     | 41.7 37 | 24.5 23 | 11.4 10 | 10.8 9 | 5.1 3 | —   | —   | —    | —   | 0.9 1 | 0.7 1 | 17.2 |  |  |  |  |  |  |  |

#### Período precampaña
Encuestas realizadas antes del inicio oficial del período de campaña. Según la legislación salvadoreña el período de campaña empieza oficialmente el 27 de diciembre de 2020 para las elecciones legislativas.
| CIPSECA/PUCA                 | 18-23 dic 2020     | 1,508 | 8.0     | 3.0     | 10.0    | 0.5    | 0.4   | –   | 0.4 | 64.0 | 0.5 | 0.1   | 0.1   | 54.0 |  |  |  |  |  |  |  |
| Fundaungo                    | 17 nov-5 dic 2020  | 2,159 | 4.9     | 2.7     | 4.5     | 0.6    | 0.3   | –   | 0.3 | 60.3 | 0.5 | –     | 0.5   | 55.4 |  |  |  |  |  |  |  |
| CID Gallup                   | 25 nov-10 dic 2020 | 9,000 | 3.0     | 3.0     | 5.0     | 1.0    | –     | –   | –   | 37.0 | –   | –     | –     | 32.0 |  |  |  |  |  |  |  |
| IUDOP/UCA                    | 10-24 nov 2020     | 1,265 | 6.3     | 5.4     | 4.7     | 0.7    | 0.2   | –   | 0.3 | 64.0 | 0.2 | –     | –     | 57.7 |  |  |  |  |  |  |  |
| CIPSECA/PUCA                 | 20-25 oct 2020     | ?     | 14.0    | 7.0     | 13.0    | 4.0    | 2.4   | –   | 0.2 | 59.0 | 0.2 | –     | –     | 45.0 |  |  |  |  |  |  |  |
| UFG                          | 14 sep 2020        | 1,305 | 4.3     | 3.3     | 6.1     | 1.1    | 0.9   | —   | 0.2 | 48.0 | 0.2 | 0.3   | 0.9   | 41.9 |  |  |  |  |  |  |  |
| T-Research                   | 28 Jul 2020        | 1,000 | 5.0     | 4.4     | 3.1     | —      | —     | —   | 0.7 | 70.4 | 1.7 | —     | —     | 65.4 |  |  |  |  |  |  |  |
| CID Gallup                   | 16 Ene 2020        | 1,204 | 10.0    | 3.0     | 3.0     | —      | —     | —   | —   | 37.0 | —   | —     | —     | 27.0 |  |  |  |  |  |  |  |
| CEC/UFG                      | 15 Ene 2020        | 1,292 | 5.9     | 2.6     | 3.6     | 0.3    | 0.4   | —   | 0.2 | 48.2 | 0.1 | —     | 7.5   | 40.7 |  |  |  |  |  |  |  |
| IUDOP/UCA                    | 10 Ene 2020        | 1,265 | 6.9     | 5.2     | 3.7     | —      | —     | —   | —   | 42.4 | —   | —     | —     | 35.5 |  |  |  |  |  |  |  |
| LGP Datos                    | 3 Dic 2019         | 1,520 | 6.0     | 4.0     | 4.8     | 1.1    | 0.1   | 0.1 | —   | 34.2 | —   | —     | —     | 28.2 |  |  |  |  |  |  |  |
| UFG                          | 10 Sep 2019        | 1,306 | 9.0     | 3.9     | 4.1     | 0.9    | 0.4   | —   | 0.2 | 38.7 | 0.4 | —     | —     | 29.7 |  |  |  |  |  |  |  |
| LPG Datos                    | 4 Sep 2019         | 1,520 | 9.3     | 5.1     | 3.1     | 0.7    | 0.3   | —   | 0.2 | 32.4 | —   | 0.5   | —     | 23.1 |  |  |  |  |  |  |  |
|                              |                    |       |         |         |         |        |       |     |     |      |     |       |       |      |  |  |  |  |  |  |  |
| Elecciones legislativas 2018 | 4 Mar 2018         | —     | 41.7 37 | 24.5 23 | 11.4 10 | 10.8 9 | 5.1 3 | —   | —   | —    | —   | 0.9 1 | 0.7 1 | 17.2 |  |  |  |  |  |  |  |

## Resultados
|  | 66.46 % |

|  | 12.18 % |

|  | 6.91 % |

|  | 5.29 % |

|  | 4.08 % |

|  | 1.70 % |

|  | 1.70 % |

|  | 1.01 % |

|  | 0.56 % |

|  | 0.11 % |

|  | 50.25 % |

### San Salvador
|  | 69.93 % |

|  | 11.42 % |

|  | 5.69 % |

|  | 3.90 % |

|  | 3.65 % |

|  | 2.11 % |

|  | 1.22 % |

|  | 1.08 % |

|  | 0.71 % |

|  | 0.29 % |

|  | 52.20 % |

Marcas por diputado electo
| N.º | Nombre               | Partido | Partido | Marcas recibidas |
| --- | -------------------- | ------- | ------- | ---------------- |
| 1   | Ernesto Castro       |         | NI      | 117 416          |
| 2   | Suecy Callejas       |         | NI      | 76 271           |
| 3   | Dania González       |         | NI      | 74 502           |
| 4   | Dennis Salas         |         | NI      | 72 818           |
| 5   | Alexia Rivas         |         | NI      | 71 549           |
| 6   | Elisa Rosales        |         | NI      | 70 860           |
| 7   | Ana Figueroa         |         | NI      | 69 788           |
| 8   | Carlos Bruch         |         | NI      | 69 466           |
| 9   | Rodrigo Ayala        |         | NI      | 68 109           |
| 10  | José Urbina          |         | NI      | 67 688           |
| 11  | Aronette Mencía      |         | NI      | 65 944           |
| 12  | Christian Guevara    |         | NI      | 65 926           |
| 13  | Ivonne Hernández     |         | NI      | 64 185           |
| 14  | Rubén Flores         |         | NI      | 62 880           |
| 15  | Francisco Villatoro  |         | NI      | 62 662           |
| 16  | Leonel Uceda         |         | NI      | 61 719           |
| 17  | Edgardo Mulato       |         | NI      | 61 127           |
| 18  | Margarita Escobar    |         | ARENA   | 28 715           |
| 19  | René Portillo Cuadra |         | ARENA   | 27 588           |
| 20  | John Wright Sol      |         | NT      | 22 235           |
| 21  | Guillermo Gallegos   |         | GANA    | 22 148           |
| 22  | Marcela Villatoro    |         | ARENA   | 19 423           |
| 23  | Anabel Belloso       |         | FMLN    | 15 285           |
| 24  | Claudia Ortiz        |         | VAMOS   | 13 133           |

### La Libertad
|  | 65.10 % |

|  | 16.31 % |

|  | 4.47 % |

|  | 4.37 % |

|  | 4.08 % |

|  | 2.03 % |

|  | 1.89 % |

|  | 1.10 % |

|  | 0.65 % |

|  | 52.31 % |

Marcas por diputado electo
| N.º | Nombre          | Partido | Partido | Marcas recibidas |
| --- | --------------- | ------- | ------- | ---------------- |
| 1   | Rebeca Santos   |         | NI      | 48 835           |
| 2   | Ricardo Rivas   |         | NI      | 37 131           |
| 3   | Salvador Chacón |         | NI      | 36 852           |
| 4   | Sandra Martínez |         | NI      | 35 862           |
| 5   | Walter Alemán   |         | NI      | 33 258           |
| 6   | Norma Lobo      |         | NI      | 32 976           |
| 7   | Erick García    |         | NI      | 32 372           |
| 9   | Rodrigo Ávila   |         | ARENA   | 15 700           |
| 9   | Francisco Lira  |         | ARENA   | 14 246           |
| 10  | Romeo Auerbach  |         | GANA    | 6 220            |

### Santa Ana
|  | 70.64 % |

|  | 9.86 % |

|  | 6.28 % |

|  | 5.18 % |

|  | 3.42 % |

|  | 2.90 % |

|  | 1.19 % |

|  | 0.53 % |

|  | 46.33 % |

Marcas por diputado electo
| N.º | Nombre              | Partido | Partido | Marcas recibidas |
| --- | ------------------- | ------- | ------- | ---------------- |
| 1   | Felipe Interiano    |         | NI      | 37 354           |
| 2   | Jorge Castro        |         | NI      | 29 511           |
| 3   | Giovanny Zaldaña    |         | NI      | 29 020           |
| 4   | Lorena Fuentes      |         | NI      | 27 993           |
| 5   | Evelyn Merlos       |         | NI      | 25 987           |
| 6   | Juan Carlos Mendoza |         | GANA    | 10 297           |
| 7   | Javier Palomo       |         | ARENA   | 7 848            |

### San Miguel
|  | 56.38 % |

|  | 12.05 % |

|  | 11.56 % |

|  | 9.42 % |

|  | 8.86 % |

|  | 0.82 % |

|  | 0.60 % |

|  | 0.31 % |

|  | 43.11 % |

Marcas por diputado electo
| N.º | Nombre            | Partido | Partido | Marcas recibidas |
| --- | ----------------- | ------- | ------- | ---------------- |
| 1   | Eduardo Amaya     |         | NI      | 33 890           |
| 2   | Reynaldo Carballo |         | PDC     | 28 528           |
| 3   | Caleb Navarro     |         | NI      | 21 648           |
| 4   | Suni Cedillos     |         | NI      | 21 349           |
| 5   | Numan Salgado     |         | GANA    | 19 256           |
| 6   | Dina Argueta      |         | FMLN    | 8 106            |

### Sonsonate
|  | 67.73 % |

|  | 10.37 % |

|  | 7.98 % |

|  | 6.37 % |

|  | 5.05 % |

|  | 0.97 % |

|  | 0.77 % |

|  | 0.76 % |

|  | 50.17 % |

Marcas por diputado electo
| N.º | Nombre          | Partido | Partido | Marcas recibidas |
| --- | --------------- | ------- | ------- | ---------------- |
| 1   | Héctor Sales    |         | NI      | 36 200           |
| 2   | Mauricio Ortiz  |         | NI      | 28 479           |
| 3   | Raúl Chamagua   |         | NI      | 25 732           |
| 4   | Samuel Martínez |         | NI      | 23 670           |
| 5   | Adelmo Rivas    |         | GANA    | 13 219           |
| 6   | Silvia Ostorga  |         | ARENA   | 9 772            |

### Usulután
|  | 66.67 % |

|  | 13.53 % |

|  | 9.45 % |

|  | 7.59 % |

|  | 1.08 % |

|  | 0.96 % |

|  | 0.39 % |

|  | 0.33 % |

|  | 45.97 % |

Marcas por diputado electo
| N.º | Nombre               | Partido | Partido | Marcas recibidas |
| --- | -------------------- | ------- | ------- | ---------------- |
| 1   | Raúl Castillo        |         | NI      | 25 250           |
| 2   | Ángel Lobos          |         | NI      | 18 279           |
| 3   | Maricela de Guardado |         | NI      | 14 614           |
| 4   | Marleni Funes        |         | FMLN    | 6 751            |
| 5   | Mauricio Linares     |         | ARENA   | 4 539            |

### Ahuachapán
|  | 59.55 % |

|  | 16.73 % |

|  | 10.24 % |

|  | 6.27 % |

|  | 6.02 % |

|  | 0.63 % |

|  | 0.56 % |

|  | 52.08 % |

Marcas por diputado electo
| N.º | Nombre             | Partido | Partido | Marcas recibidas |
| --- | ------------------ | ------- | ------- | ---------------- |
| 1   | Estuardo Rodríguez |         | NI      | 25 818           |
| 2   | Serafín Orantes    |         | PCN     | 20 492           |
| 3   | Luis Figueroa      |         | NI      | 19 072           |
| 4   | Ricardo Godoy      |         | ARENA   | 7 185            |

### La Paz
|  | 67.27 % |

|  | 13.91 % |

|  | 10.35 % |

|  | 5.10 % |

|  | 1.79 % |

|  | 0.57 % |

|  | 0.52 % |

|  | 0.49 % |

|  | 52.77 % |

Marcas por diputado electo
| N.º | Nombre         | Partido | Partido | Marcas recibidas |
| --- | -------------- | ------- | ------- | ---------------- |
| 1   | Marcela Pineda |         | NI      | 25 040           |
| 2   | Walter Coto    |         | NI      | 25 005           |
| 3   | Herbert Rodas  |         | NI      | 13 117           |
| 4   | Rosa Romero    |         | ARENA   | 12 670           |

### La Unión
|  | 76.67 % |

|  | 16.13 % |

|  | 4.50 % |

|  | 2.44 % |

|  | 0.26 % |

|  | 42.31 % |

Marcas por diputado electo
| N.º | Nombre          | Partido | Partido | Marcas recibidas |
| --- | --------------- | ------- | ------- | ---------------- |
| 1   | Edwin Serpas    |         | NI      | 33 592           |
| 2   | William Soriano |         | NI      | 23 081           |
| 3   | Jorge Rosales   |         | ARENA   | 7 518            |

### Cuscatlán
|  | 69.65 % |

|  | 10.32 % |

|  | 9.44 % |

|  | 8.85 % |

|  | 1.35 % |

|  | 0.39 % |

|  | 58.39 % |

Marcas por diputado electo
| N.º | Nombre             | Partido | Partido | Marcas recibidas |
| --- | ------------------ | ------- | ------- | ---------------- |
| 1   | Jonathan Hernández |         | NI      | 33 447           |
| 2   | Janneth Molina     |         | NI      | 22 400           |
| 3   | Alberto Romero     |         | ARENA   | 5 730            |

### Chalatenango
|  | 59.31 % |

|  | 15.45 % |

|  | 12.71 % |

|  | 12.13 % |

|  | 0.40 % |

|  | 52.58 % |

Marcas por diputado electo
| N.º | Nombre             | Partido | Partido | Marcas recibidas |
| --- | ------------------ | ------- | ------- | ---------------- |
| 1   | Alexander Guardado |         | NI      | 22 986           |
| 2   | Reynaldo Cardoza   |         | PCN     | 14 542           |
| 3   | Saúl Mancía        |         | NI      | 14 059           |

### Morazán
|  | 51.14 % |

|  | 15.68 % |

|  | 15.23 % |

|  | 13.80 % |

|  | 3.64 % |

|  | 0.51 % |

|  | 55.54 % |

Marcas por diputado electo
| N.º | Nombre            | Partido | Partido | Marcas recibidas |
| --- | ----------------- | ------- | ------- | ---------------- |
| 1   | Bladimir Barahona |         | NI      | 17 656           |
| 2   | Juan Rodríguez    |         | NI      | 13 035           |
| 3   | Jaime Guevara     |         | FMLN    | 5 482            |

### San Vicente
|  | 67.68 % |

|  | 18.36 % |

|  | 10.96 % |

|  | 1.27 % |

|  | 0.71 % |

|  | 0.52 % |

|  | 0.50 % |

|  | 50.78 % |

Marcas por diputado electo
| N.º | Nombre           | Partido | Partido | Marcas recibidas |
| --- | ---------------- | ------- | ------- | ---------------- |
| 1   | Edgar Fuentes    |         | NI      | 20 658           |
| 2   | Gerardo Aguilar  |         | NI      | 12 299           |
| 3   | Donato Vaquerano |         | ARENA   | 9 953            |

### Cabañas
|  | 69.66 % |

|  | 14.97 % |

|  | 10.07 % |

|  | 5.30 % |

|  | 49.13 % |

Marcas por diputado electo
| N.º | Nombre        | Partido | Partido | Marcas recibidas |
| --- | ------------- | ------- | ------- | ---------------- |
| 1   | José García   |         | NI      | 20 539           |
| 2   | Amílcar Ayala |         | GANA    | 11 033           |
| 3   | Carlos Reyes  |         | ARENA   | 7 454            |

## Controversias

### Voto en el exterior
El 30 de septiembre de 2020, el Tribunal Supremo Electoral reiteró que no habría voto desde el exterior para las elecciones de diputados y alcaldes el día de las elecciones. El voto en el exterior será aplicado hasta 2024.
Ante ello, el presidente Nayib Bukele aseguró que eso no solo es desacato a la Sala de lo Constitucional sino una clara violación a los derechos humanos de casi un tercio de los salvadoreños que viven en el extranjero.
Sin embargo, la misma resolución de la Sala de lo Constitucional dejó abierta la posibilidad que a más tardar, el voto para los salvadoreños en el exterior fuera aplicado hasta 2024, si el Tribunal Supremo Electoral de El Salvador así lo creía más conveniente.

### Polémica discusión entre Olivo y Bukele
En octubre de 2020, el Magistrado del Tribunal Supremo Electoral, Julio Olivo Granadino se declaró opositor al Gobierno de Nayib Bukele.

Hay una patrulla de la policía que anda rondando mi casa como que hay cordones para todos los opositores al Gobierno, afirmó en una entrevista de televisión en el programa Frente a Frente.

A lo que el presidente de la República Nayib Bukele respondió con un llamado a separar al magistrado Julio Olivo del cargo. El magistrado Julio Olivo respondió al presidente, exhortándolo a que cuidara que sus ministros no se prevalecieran del cargo para hacer campaña adelantada.

### Conflicto TSE - Nuevas Ideas
A través de sus redes sociales, el partido político Nuevas Ideas denuncio que la Junta Electoral (JED), del Tribunal Supremo Electoral (TSE), en Cabañas bloqueaba las inscripciones de sus candidatos para que puedan participar en las próximas elecciones.
Según el partido político, no existe justificación alguna para no inscribir a los candidatos en Cabañas, ya que «han cumplido con todos los requisitos que establece la ley».
El partido denunció que los representantes de la JED en Cabañas, les había establecido un calendario de recepción de documentos, por lo que aseguraron que es ilegal y que nunca fueron notificados.

“Esta es una clara violación a la ley que establece un lapso de tiempo para presentar la documentación de candidatos y no una fecha en específico”, denunciaron los representantes de NI.

En ese sentido, expresaron que estas acciones se deben a maniobras de «los mismos de siempre», para impedir candidaturas de manera ilegal, por temor a los resultados de las próximas elecciones.
Sin embargo, el Tribunal Supremo Electoral de El Salvador inscribió a los candidatos de Nuevas Ideas en el Departamento de Cabañas, sin ningún problema.

### Campañas adelantadas
El Tribunal Supremo Electoral de El Salvador sancionó a candidatos de distintos partidos políticos por realizar campaña adelantada, ya que oficialmente y según la legislación salvadoreña, el período de campaña empieza el 27 de diciembre de 2020 para las elecciones legislativas, y el 27 de enero de 2021 para las elecciones municipales, terminando ambas tres días antes del día de las elecciones que es el 28 de febrero de 2021.
Por esto mismo, el Tribunal Supremo Electoral de El Salvador ordenó sacar del aire y dar de baja anuncios publicitarios de los candidatos: 
- Mario Durán, candidato a la alcaldía de San Salvador por el partido Nuevas Ideas.
- Christian Guevara, candidato a diputado de la Asamblea Legislativa por el partido Nuevas Ideas.
- Jorge Castro, candidato a diputado de la Asamblea Legislativa por el partido Nuevas Ideas.
- Josué Godoy, candidato a diputado al Parlamento Centroamericano (PARLACEN) por el partido ARENA.
- Carlos Barrera Melara, candidato a diputado de la Asamblea Legislativa por el partido FMLN.
- Johnny Wright Sol y Bertha María Deleón, candidatos a diputados de la Asamblea Legislativa por el partido Nuestro Tiempo.
- Héctor Silva, candidato a la alcaldía de San Salvador por el partido Nuestro Tiempo.